# Коршунова, Руслана Сергеевна
Русла́на Серге́евна Ко́ршунова (2 июля 1987, Чукотский автономный округ — 28 июня 2008, Манхэттен, Нью-Йорк) — казахстанская модель. Она была широко известна как лицо брендов Вера Вонг и Nina Ricci. Погибла при невыясненных обстоятельствах. Её смерть стала предметом всемирного обсуждения и внимания.

## Биография
Родилась 2 июля 1987 года на Чукотке, затем переехала с семьёй в Алма-Ату. Отец Сергей Коршунов умер в 1992 году. Мать Валентина (девичья фамилия Кутенкова) и брат Руслан проживают в Казахстане. Изначально они с матерью жили в военном городке в окрестностях Алма-Аты, позднее переехали в город.
Владела четырьмя языками: русским, казахским, английским и немецким.

## Карьера
В 2003 году её фотография в журнале All Asia привлекла внимание Дебби Джоунс, представителя крупного модельного агентства MODELS 1, впоследствии нашедшего её и подписавшего с ней контракт. Коршунова была прозвана «русской Рапунцель» за длинные волосы. В 2005 году была названа одним из главных открытий Нью-йоркской недели моды. К 2008 году Коршунова приняла участие в рекламных кампаниях DKNY, BCBG, Blugirl by Blumarine, Clarins, Ghost, Girbaud, Kenzo Accessories, Marithé & François, Max Studio, Moschino, Old England, Pantene Always Smooth, Paul Smith, Vera Wang lingerie и Nina Ricci 'Nina' fragrance, а также появилась на обложках французского выпуска журнала ELLE, российского и польского Vogue. Участвовала в кастинге на роль главной героини фильма «Парфюмер».
Главный прорыв в карьере произошёл благодаря контракту с компанией Nina Ricci. В 2006 году Nina Ricci выпустила свой новый аромат с названием Nina. На экраны вышел рекламный ролик нового аромата бренда, героиня которого в пышном розовом платье карабкалась на гору из красных яблок в дворцовом зале. Этой девушкой была Руслана Коршунова.

## Смерть
28 июня 2008 года, за 4 дня до своего 21-летия, Коршунова выпала из окна своей квартиры на девятом этаже на Манхэттене (Уотер-стрит, 130) и разбилась. Полиция посчитала это самоубийством, однако предсмертной записки найдено не было. Кроме того, по заявлениям всех её близких, друзей и знакомых, у неё не было реальной причины покончить с собой, и это могло быть убийством. Они говорили, что незадолго до этого она вернулась с показа мод в Париже и «была на вершине мира». Британский телевизионный продюсер Питер Померанцев считал, что самоубийство Коршуновой было связано с тренингами личностного роста организации «Роза мира», которые модель посещала в течение трёх месяцев.
Эксперты не обнаружили следов чужой кожи под её ногтями. Мать Коршуновой Валентина Кутенкова не верила в самоубийство дочери:
Руслана рассказала мне о своих проблемах на работе около года назад. Она сказала, что хочет уйти из модельного бизнеса. Хотя в последнее время с ней всё было в порядке. Если бы у неё были проблемы на работе, она бы мне обязательно сказала.
Мухаммад Накиб, консьерж, работавший в доме Коршуновой, сообщил:
Я был потрясён, когда увидел её на тротуаре. Она лежала на дороге, маленькая и беспомощная, в луже крови, окружённая толпой. У неё были сломаны руки и шея. Только на следующий день я понял, в чём дело. Её волосы! Они стали намного короче, чем когда я видел её в последний раз той ночью, живой и счастливой. Казалось, что их обрезали в спешке, так как концы были неровными.
Гробовщик Сергей, который работал над макияжем модели в московском морге, заявил:
Волосы могли выпасть из-за сильного удара, но они не могли стать короче. Когда я готовил тело к похоронам, я заметил, что волосы были в очень плохом состоянии. Я даже предложил найти ей парик, но родственники отказались. Концы были неровными, как будто кто-то беспорядочно обрезал их ножницами.
Коршунова была похоронена 7 июля 2008 года на Хованском кладбище Москвы.
Осенью 2008 года журналистка «Новой газеты» Елена Костюченко вела расследование гибели Коршуновой и для этого она попыталась внедриться в секту «Роза мира». После посещения четырёх занятий в тренинговом центре у Костюченко развилась тяжёлая депрессия, она была госпитализирована в психиатрическую клинику, а материал об этом расследовании был опубликован лишь в 2019 году.
В 2009 году покончила жизнь самоубийством подруга Коршуновой — модель Анастасия Дроздова, с которой они вместе посещали тренинги секты «Роза мира». Следственный комитет РФ проводил проверку тренингового центра «Роза мира», размещавшегося на ВВЦ в Москве, однако не нашёл против них никаких улик. Тем не менее, после этой проверки в августе 2011 года центр был закрыт.
В январе 2024 года из опубликованных судебных документов по делу Джеффри Эпштейна стало известно, что 7 июня 2006 года 18-летняя Коршунова летала на принадлежавший ему остров Литл-Сент-Джеймс на его самолёте Boeing 727, который имел неофициальное название «Лолита Экспресс».